# Bells and Pomegranates
Bells and Pomegranates – cykl książek angielskiego poety Roberta Browninga, wydawany w latach 1841-1845. Pod tym zbiorczym tytułem ukazało się siedem dramatów, w tym Pippa Passes (1841), A Blot in the 'Scutcheon (1843), and Luria (1846).